# Giovan Battista Sessa
Giovan Battista Sessa (Sessa, XV secolo – XVI secolo) è stato un tipografo italiano, attivo a Venezia dal 1489 al 1505.

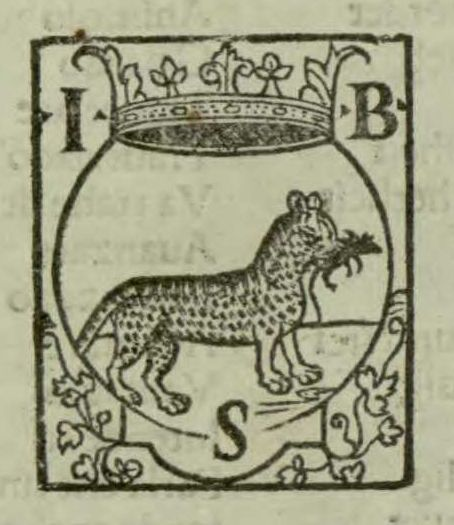
Marca tipografica di Giovan Battista Sessa.

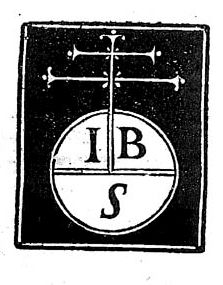
Altra marca tipografica di Giovan Battista Sessa.

Originario di Sessa, anche se nelle sue edizioni si dichiara milanese, stampò decine di volumi, tra cui il più importante è il Marco Polo del 1496. È famosa la sua marca tipografica, che rappresenta un gatto con un topo in bocca.
Dei suoi eredi altrettanto noto è stato Melchiorre Sessa, attivo sempre a Venezia dal 1506 al 1549.